# José Javier Esparza Abaurrea
José Javier Esparza Abaurrea (Pamplona, Navarra, 20 de julio de 1970) es maestro y político español, actual presidente del partido conservador Unión del Pueblo Navarro (UPN).

## Trayectoria
Esparza es licenciado en Pedagogía por la Universidad de Navarra y diplomado en Profesorado de Educación General Básica por la Universidad Pública de Navarra, así como máster en Dirección y Gestión Pública en la misma universidad.  Desde 1996 fue profesor de Educación Primaria en el colegio Luis Amigó de Mutilva. Futbolista amateur, formó parte de la junta directiva del Club Deportivo Aoiz.
Alcalde de Aoiz en las legislaturas de 1999-2003 y de 2003-2007, fue presidente de la Asociación de Desarrollo Rural Cederna-Garalur. De 1999 a 2007 formó parte de la Comisión Ejecutiva de la Federación Navarra de Municipios y Concejos. En agosto de 2007 fue nombrado director gerente del Instituto Navarro de Deporte y Juventud, cargo en el que se mantuvo hasta abril de 2011, cuando fue candidato al Parlamento de Navarra en la lista de UPN. En julio de 2011 fue nombrado director gerente del Servicio Navarro de Empleo cargo que ocupó hasta a junio de 2012 cuando fue nombrado Consejero de Desarrollo Rural, Medio Ambiente y Administración Local del Gobierno de Navarra (2012-2015). En noviembre de 2014 fue elegido por el Consejo Político de UPN como cabeza de lista en las elecciones forales con el 61 % de los votos. 
En las elecciones forales de mayo del 2015 UPN fue el partido más votado (15 escaños),  pero no pudo formar gobierno, siendo investida presidenta Uxue Barkos, de Geroa Bai. 
El 27 de septiembre de 2015 ganó la votación como nuevo presidente de UPN en sustitución de Yolanda Barcina, que dimitió de su cargo. Esparza logró 750 votos (57 %). Los otros dos aspirantes al cargo fueron la senadora Amelia Salanueva, que logró 504 votos (38 %) y la exconsejera María Kutz 51 (4 %). 
En 2019 UPN, el PP y Ciudadanos pactaron una alianza electoral, Navarra Suma, para las elecciones generales, forales y municipales. En las elecciones forales de mayo de 2019 Navarra Suma fue la coalición más votada (20 escaños), pero no pudo formar gobierno, siendo elegida la socialista María Chivite. Javier Esparza se mantuvo como líder de la oposición. 
En las elecciones forales de 2023 fue candidato a la Presidencia de la Comunidad Foral de Navarra, presentándose esta vez UPN en solitario.

## Vida personal
Está casado y tiene dos hijos.

## Actividad en empresas públicas
Como Consejero de Gobierno ha figurado en distintos cargos de gobierno de empresas públicas, dentro de la Corporación Pública Empresarial de Navarra: 
Ha sido presidente y consejero de Circuito Los Arcos S.L., empresa que dependía de NICDO. Con anterioridad ocupó diversos puestos en consejos de administración de Territorio Roncalia SL (extinguida), Navarra de Infraestructuras de Cultura, Deporte y Ocio, S.L. (NICDO), TASUBINSA, Instituto Navarro De Tecnologías E Infraestructuras Agroalimentarias SA (INTIA), Gestión Ambiental de Navarra, SA, Ciudad Agroalimentaria de Tudela SL (CAT), Canal de Navarra SA., Navarra de Infraestructuras Locales SA. (NILSA).

## Polémicas
En diciembre de 2023, ante la moción de censura anunciada en el Ayuntamiento de Pamplona que favorece la opción de un alcalde de Bildu, llamó a los socialistas "escoria". 